# Val i Finland
Val i Finland av riksdagsledamöter, president, kommunfullmäktige och ledamöter till Europaparlamentet ordnas på likartade sätt, vilket beskrivs i denna artikel. Val till Ålands lagting och kommunalval på Åland regleras av åländsk lagstiftning, men liknar valen i resten av landet.
Valen är allmänna, direkta, proportionella och hemliga; platsfördelningen avgörs enligt d’Hondts metod inom varje valkrets. Metoden missgynnar mindre partier, i synnerhet i små valkretsar, och andra metoder för fördelning av restmandat har diskuterats. De styrande organen i landskapsförbund och samkommuner (kommunförbund) väljs på andra grunder, inte genom allmänna val.
Kommunal- och riksdagsval ordnas med fyra års mellanrum, presidentval med sex års mellanrum och val till Europaparlamentet med fem års mellanrum. Urtima val hålls om riksdagen upplösts, presidenten avlidit eller liknande. Valen ordnas separat, men nationella eller kommunala folkomröstningar kan förekomma i samband med valen.
Mandaten i Svenska Finlands folkting fördelas enligt valresultatet i riksdagsvalet. Sametingets ledamöter tillsätts i ett särskilt val utan valförbund.
Arrangemangen för valen regleras i Finlands grundlag och vallagen (2.10.1998/714).

## Mandatfördelning
Den röstberättigade ger sin röst åt en enskild kandidat, men antalet mandat ett visst parti eller valförbund får beror på det sammanlagda antalet röster på partiets eller valförbundets kandidater inom de olika valkretsarna, inte på hur rösterna fördelas mellan kandidaterna. Om partier ingått valförbund jämställs valförbunden med partier vid rösträkningen, och vilket enskilt parti som ställt upp en kandidat påverkar då inte vem som blir invald. Likaså jämställs valmansföreningars gemensamma listor (allianser mellan kandidater som inte ställts upp av partier) med partier och valförbund.
Mandaten inom en valkrets fördelas mellan valförbund, partier utan valförbund, gemensamma listor och kandidater utan samarbete i proportion till rösterna, enligt d’Hondts metod. Inom grupperingarna fördelas mandaten så att den kandidat som fått flest röster får det första mandaten, den som fått näst flest röster nästa mandat och så vidare, tills alla grupperingens mandat fördelats.
En kandidat som blivit invald med sina personliga röster om kandidaten ställt upp ensam kommer alltid att bli invald, men i praktiken kommer de flesta att bli invalda delvis tack vare röster på andra inom partiet, dels på kandidater som fått fler röster än de behövt för att bli invalda, dels på personer som fått färre röster och inte blir invalda.
Mindre partier strävar efter att ingå valförbund, varvid valförbundet tekniskt fungerar som ett större parti, som inte missgynnas av d’Hondts metod. Om ett parti lyckas koncentrera sina röster till en eller ett litet antal kandidater kan dessa nå upp bland de första inom valförbundet och bli invalda också om partiets understöd i sig inte skulle räcka till ett mandat. Vid förhandlingar om valförbund, i synnerhet ifråga om så kallade tekniska valförbund, valförbund mellan ideologiskt icke-närstående partier, gör man noggranna överenskommelser om antal kandidater för att kunna kontrollera denna effekt.
Partier bildar inte valförbund med valmansföreningar. Däremot kan de ta in oberoende kandidater på sina kandidatlistor. Det finns inget krav på att partiers kandidater skall tillhöra partiet, men kandidater som ställer upp för ett parti utan att beteckna sig som oberoende förväntas följa partiets linje vare sig de är partimedlemmar eller inte. Oberoende kandidater antas i viss mån sympatisera med partiet och dela dess syn på en del viktiga frågor, men har i allmänhet avvikande syn i andra.

## Valkretsar och röstningsområden
Valkretsarna i riksdagsval motsvarar mer eller mindre landskapsindelningen, utom att valkretsindelningen inte helt följt ändringarna av landskapsindelningen, att Helsingfors bildar en egen valkrets och att vissa mindre landskap slagits ihop vid valkretsindelningen. Mandaten fördelas innan valen proportionellt mellan valkretsarna.
Vid presidentval och val till Europaparlamentet utgör hela landet en valkrets, men arrangemangen kring valen sköts enligt riksdagsvalens valkretsar. Vid kommunalval motsvarar varje kommun en valkrets.
Varje valkrets delas in i röstningsområden, ett per kommun om inte kommunen, som organiserar valet på lokalplanet, bestämmer att kommunen skall delas i flera röstningsområden. I praktiken består små kommuner av ett område, större av flera. Ett typiskt röstningsområde har 1 000–2 000 röstberättigade, varvid längre köer sällan uppstår.

## Valmyndigheter

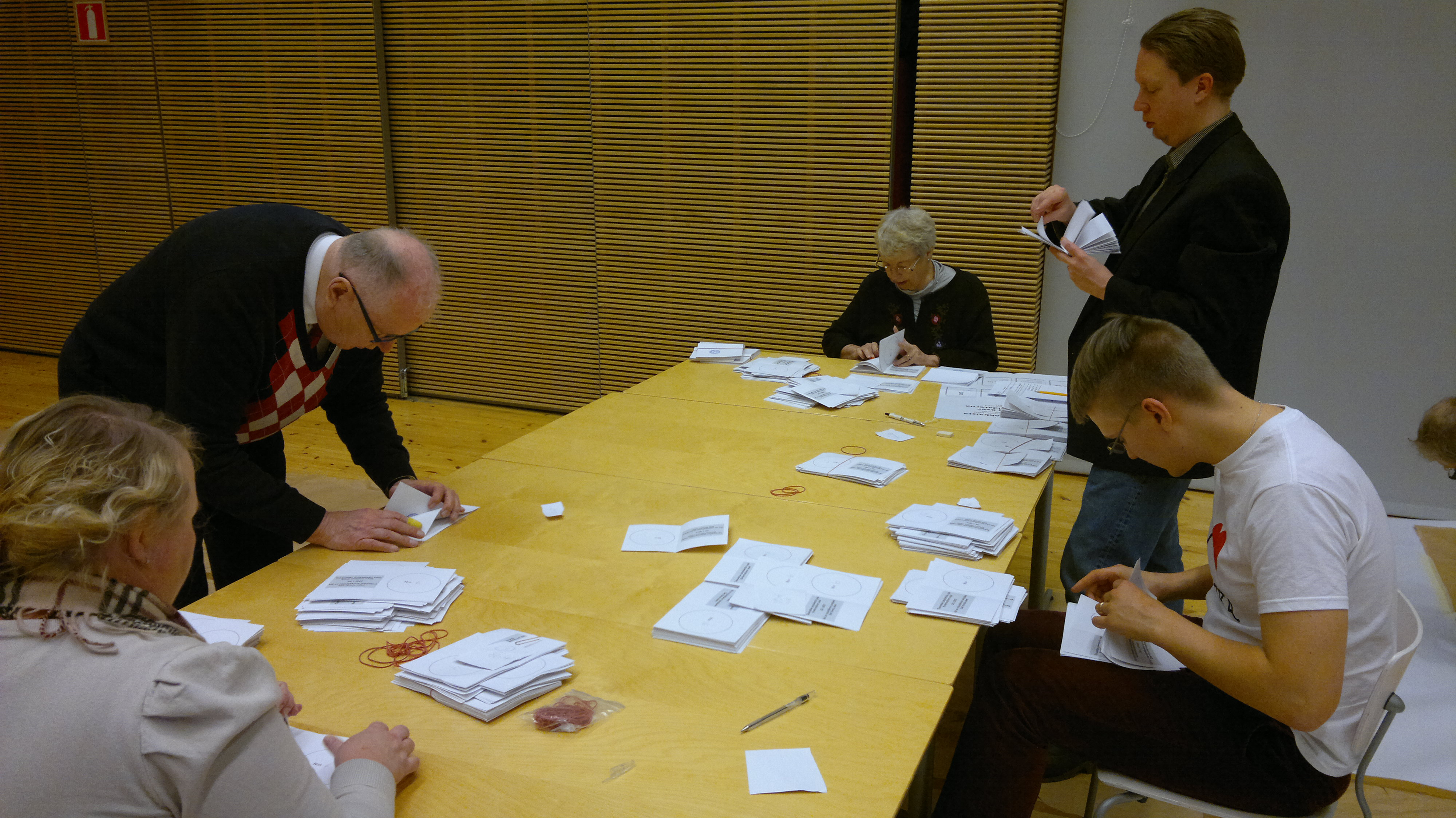
Preliminär rösträkning i vallokalen, presidentvalet 2012.

Regionförvaltningsverken utser inför riksdagsval valkretsnämnder för varje valkrets. Medlemmarna skall i mån av möjlighet företräda de partier som ställt upp kandidater i föregående val, men den som själv är kandidat kan inte vara medlem.
I varje kommun tillsätter kommunfullmäktige en kommunal centralvalnämnd för fullmäktiges mandatperiod. Inför val tillsätter kommunstyrelsen för varje röstningsområde en valnämnd som handhar arbetet på vallokalen under valdagen. Ordförande och medlemmar skall i centralvalnämnden, och i valnämnderna inför kommunalval, i mån av möjlighet företräda de grupper av röstande som vid föregående kommunalval ställt upp kandidater i kommunen. Inför övriga val skall de i mån av möjlighet företräda de partier som vid föregående riksdagsval ställt upp kandidater i valkretsen i fråga.
För förhandsröstningen på anstalter och för hemmaröstning utser kommunstyrelsen valbestyrelser. Förhandsröstningen på allmänna förhandsröstningsställen, beskickningar utomlands och fartyg samt hemmaröstning sköts av valförrättare, utsedda av centralvalnämnd eller centralvalnämnds ordförande, beskicknings chef eller fartygs befälhavare. Nämnda personer kan utse annan att utse valförrättare.

## Kandidatnominering

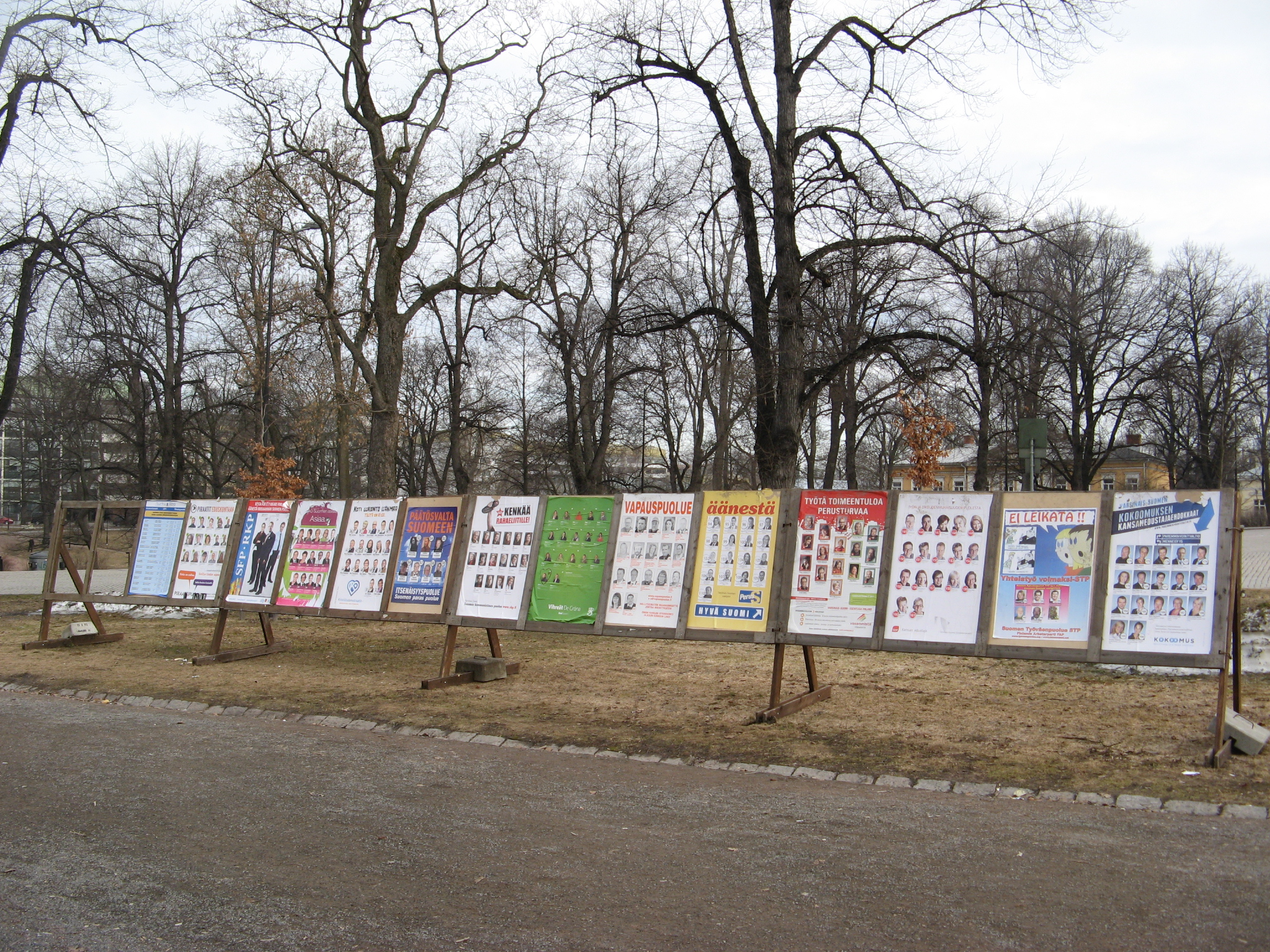
Kommunal ställning för valreklam. Partierna har valt att använda det mesta utrymmet för fotografier på de enskilda kandidaterna.

Kandidater kan ställas upp av registrerade politiska partier eller av för detta ändamål inför valet grundade valmansföreningar (en valmansförening per kandidat). Antalet personer som behövs för en valmansförening varierar enligt typ av val: i riksdagsval krävs 100 personer i en valkrets, i kommunalval 3–10 personer beroende på kommunens storlek, normalt 10.
Partier kan besluta om valförbund och valmansföreningar om motsvarande gemensamma listor. En person får ställa upp endast i en valkrets och endast för ett parti eller en valmansförening.
I riksdagsvalet får ett parti, valförbund eller en gemensam lista i varje valkrets i riksdagsvalet ha högst 14 kandidater eller så många som mandaten för valkretsen. Inom partier bestäms kandidaterna i en valkrets vid behov genom hemliga val. Om kandidatnominering bestäms genom partiets stadgar.
Presidentkandidater får nomineras av partier som fått någon invald från sin lista vid senaste riksdagsval eller valmansföreningar bildade av minst 20 000 röstberättigade. I partier väljs kandidaten så som bestäms i partiets stadgar, "på ett sätt som tryggar medlemmarnas demokratiska inflytande".
I valet till europaparlament får varje parti ställa upp högst 20 kandidater, valda enligt partiets stadgar "på ett sätt som tryggar partimedlemmarnas demokratiska inflytande". En valmannaförening skall bestå av minst 2 000 personer.

## Rösträtt och valbarhet
Den som fyller 18 år före valdagen, i presidentval före den första valdagen, är röstberättigad. Tidigare gällde åldern räknad tidigare, sänkning av rösträttsåldern till 16 år i kommunalval har föreslagits. En sådan sänkning har genomförts i församlingsvalen.
Rösträtt i kommunalval har den med hemort i kommunen; utlänningar andra än nordbor och EU-medborgare måste ha haft hemort i Finland över två år.
I riksdags- och presidentval har endast finska medborgare rösträtt. I val till europaparlamentet också andra EU-medborgare.
Valbar är den som är röstberättigad och inte är omyndig, med vissa begränsningar.
Till riksdagsledamot kan inte väljas innehavare av militär tjänst. Inte heller justitiekansler, riksdagens justitieombudsman, ledamöter av högsta domstolen eller högsta förvaltningsdomstolen, riksåklagaren eller republikens president kan vara riksdagsledamöter.
Till president kan väljas endast infödd finsk medborgare och endast för två ämbetsperioder i följd.
Till kommunfullmäktige kan inte väljas personer i ledande ställning anställda hos kommunen eller relaterade sammanslutningar, inte heller statstjänstemän med tillsynsuppgifter vad gäller kommunen.
Till europaparlamentet är innehavare av vissa uppdrag inom staten och EU icke valbara.

## Förhandsröstning
Tidigare ordnades förhandsröstningen alltid vid posterna. Numera ordnar kommunerna allmänna förhandsröstningsställen (på Åland gäller vissa särskilda regler). Därtill kan man förhandsrösta på finska beskickningar, på vissa vård- och straffanstalter (till exempel bäddavdelningar, ålderdomshem och fängelser), finska fartyg i utlandet och under vissa förutsättningar hemma. Personer som bor eller vistas utomlands får under vissa förutsättningar brevrösta.

## Vallokal och röstningsförfarande

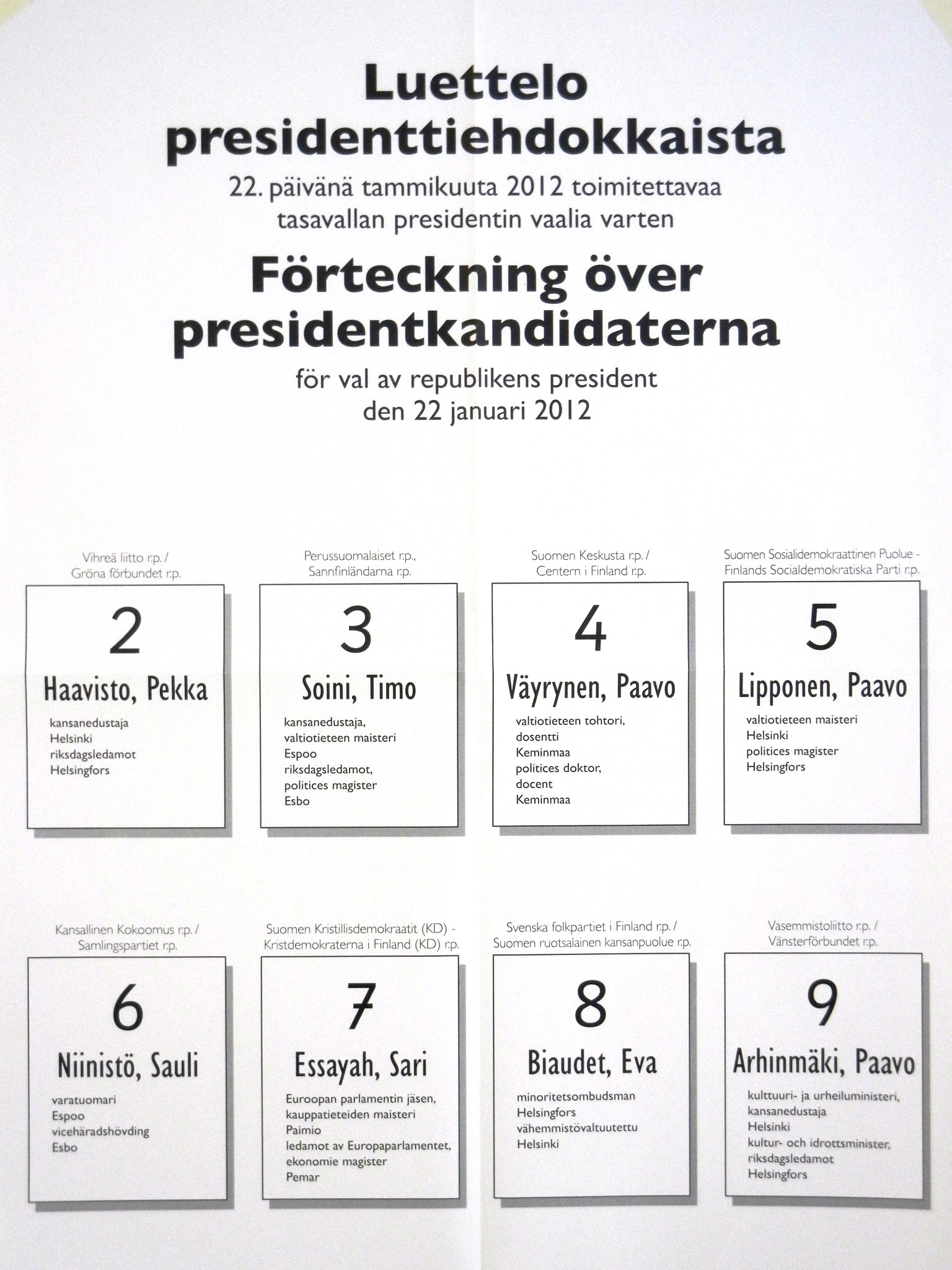
Kandidatförteckning. Eftersom varje parti får ställa upp bara en kandidat i presidentvalet har kandidaterna inte grupperats här. Förteckningen finns framsatt i vallokalen och i varje valbås.

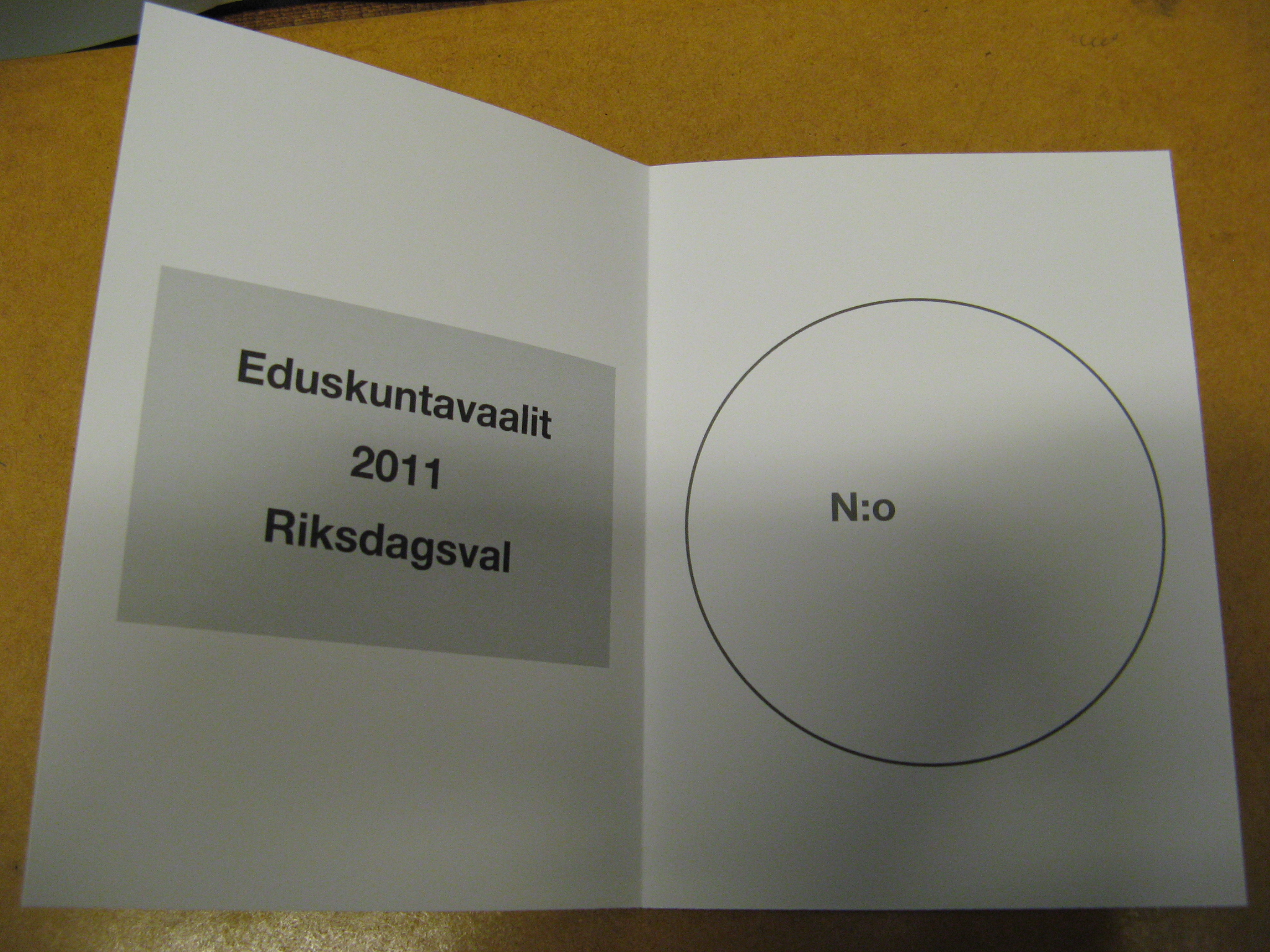
Finsk valsedel: kandidatens nummer antecknas i cirkeln, varefter sedeln viks ihop, stämplas och läggs i urnan.

I vallokalen får var och en av de röstande en tom valsedel av valfunktionärerna, varefter hen går till ett ledigt valbås, fyller i numret för sin kandidat, viker ihop valsedeln, låter valfunktionärerna stämpla valsedeln och lägger valsedeln i en förseglad urna.
Valreklam är förbjuden i vallokalen och i dess närhet. Inga politiska deviser får förekomma. Partiers och gemensamma listors namn, som ingår som rubriker vid kandidatlistorna, skall uppfylla vissa kriterier på saklighet.
I valbåset finns penna, skrivunderlag och en sammanställning av kandidatlistor, där kandidaterna är grupperade enligt parti och valförbund. Valmansföreningarnas kandidater är normalt grupperade i gemensamma listor. De valmansföreningskandidater som inte tillhör någon gemensam lista kommer under en skild rubrik. Varje kandidat presenteras med nummer och namn samt titel, yrke eller syssla, vid val andra än kommunalval dessutom hemkommun. Samma sammanställning finns för påseende också annanstans i vallokalen.
Röstningen skall ordnas så att valhemligheten bevaras. Kandidatens nummer skall antecknas på valsedeln i valbåset och den skall därefter hållas hopvikt. En röstsedel som innehåller andra anteckningar än kandidatens nummer (och möjligen kandidatens namn eller liknande uppgift) är ogiltig. Om man räknar med att färre än 50 röster avges i ett röstningsområde räknas dessa röster samman med röster från andra röstningsområden.
En röstande får dock be om hjälp av vallokalens valbiträde, någon av valnämndsmedlemmarna (valfunktionärerna) eller, om hans förmåga att göra röstningsanteckning är väsentligt nedsatt, av en av honom själv utsedd person. En kandidat får inte fungera som sådant biträde. Biträdet har tystnadsplikt.
Röstningen pågår under valdagen klockan 9–20. Röstande som anlänt före klockan 20 får invänta sin tur och rösta i normal ordning.

## Elektronisk röstning
Elektronisk röstning genomfördes som ett experiment med tillfällig lagstiftning 2007–2008. Sådan röstning har fått omfattande kritik i till exempel USA, där man länge haft automatisk rösträkning i vissa delstater. Den väsentligaste kritiken gäller möjlighet att manipulera valresultatet, utan att lekmän på samma sätt som vid vanliga val kan bedöma hur stor denna risk är, och de möjligheter som eventuellt erbjuds till påtryckning och köp av röster.
Det finländska systemet har auditerats av en expertgrupp vid Åbo universitet. Villkor för deltagande i auditeringen var ett avtal om tystnadsplikt, som förbjuder offentliga kommentarer i frågan, utom genom själva auditeringsrapporten. Utgående från auditeringen har vissa ändringar gjorts, men dessa har inte rapporterats offentligt.
Gruppen konstaterar att systemet fungerar om alla inblandade håller sig till spelreglerna. Vissa problem noterades, där valfusk kunde genomföras om övervakningen valfunktionärer emellan inte var tillräcklig. Mer kritisk är ändå rösträkningen, som sköts centralt, och där den som kan manipulera "valurnan" eller rösträkningsprogrammen kan diktera valresultatet utan att valfusket kan upptäckas. Med de dokument gruppen hade tillgång till ansåg den sig svårligen kunna bedöma hur många personer som behövs för sådan manipulering.
Valhemligheten garanteras för de elektroniska rösternas del genom kryptering och genom de program med vilka rösterna behandlas. I valurnan är varje röst kopplad ihop med röstarens personnummer och sambandet utnyttjas av programvara i samband med rösträkningen. Den som har möjlighet att manipulera programmen eller komma åt nycklarna och en kopia av valurnan kan alltså utreda hur var och en röstat. Vallagen krävde att röst och personnummer lagras så att de inte kan kopplas ihop.
I sin rapport efter valet menar justitieministeriet att avslöjande av kopplingen mellan väljare och röst förhindrades genom det sätt på vilket krypteringen ordnats, men det är oklart huruvida denna tolkning baserar sig på den faktiska krypteringen eller på hur programvaran var tänkt att fungera. Justitieministeriet konstaterade att programvaran hanterade av TietoEnators personal i företagets lokaler och att av den grupp valfunktionärer som hade ansvaret för nycklarna och övrig publik endast de med datateknisk expertis hade möjlighet att på riktigt följa med skeendet. Ingen av deltagarna var enkom utnämnd som expert på området. Rapportens författare litar på att man ur logguppgifterna kan se att inget otillbörligt inträffat, men diskuterar inte hur man kan utesluta förfalskning av logguppgifterna.
Möjligheten till valfusk uppmärksammades endast i mindre kretsar. Däremot väckte bortfallet av röster vid kommunalvalet 2008, som förorsakades av problem med användargränssnittet, stor uppmärksamhet i massmedia. Högsta förvaltningsdomstolen bestämde i april 2009 att valet bör tas om i de tre kommuner där elektronisk röstning prövades, på grund av felaktiga instruktioner. Sammanlagt 232 röster blev oregistrerade. Bortfallet motsvarar 2 % av rösterna, då de makulerade rösternas antal vid utnyttjande av valsedlar brukar hålla sig kring 0,2-0,5 %. Problemet antas ha påverkat vem som blivit invald (i två fall avgjordes den invalda med lottning), men inte mandatfördelningen mellan partierna.
Regeringen Sipilä beslöt 2016 att internetröstning ska införas i Finland i alla allmänna val och folkomröstningar. En arbetsgrupp vid justitieministeriet lämnade sin rapport 19 december 2017 och föreslog att internetröstning inte ska införas. Justitieminister meddelade att han inte tänker föra ärendet vidare under denna regeringsperiod.

## Tidpunkt för val
- Valdag för riksdagsval var alltid den tredje söndagen i mars eller, då presidenten beslutat om nyval, en söndag 50–75 dagar från att förordnande om nyval utfärdats. Riksdagsvalet i Finland 2011 hölls den 17 april 2011 efter att lagen hade ändrats.
- Första valdag för presidentval är den tredje söndagen i januari. Andra valdag är två veckor senare, om ingen kandidat fått enkel majoritet den första valdagen; härvid står valet mellan de två som fått mest röster.
- Valdag för kommunalval är normalt den tredje söndagen i april, fram till valen 2012[10] den fjärde söndagen i oktober. Tidpunkten ändrades för valen 2021 på grund av coronapandemin. Kompletteringsval kan ordnas om fullmäktigeledamöterna minskat till mindre än tre fjärdedelar.
- Val till europaparlamentet förrättas vart femte år en söndag i juni, enligt vad EU:s råd bestämmer.